# Étaples
Étaples é uma comuna francesa na região administrativa de Altos da França, no departamento de Pas-de-Calais. Estende-se por uma área de 12,95 km². Em 2010 a comuna tinha 11 040 habitantes (densidade: 852,5 hab./km²).